# 花の咲く場所
「花の咲く場所」（はなのさくばしょ）は、今井麻美の7枚目のシングル。2011年8月3日に5pb.から発売された。

## 概要
初回限定盤は、今井本人のオリジナルフォトジャケットになっており、「花の咲く場所」のPVを収録したDVD、ライブBD/DVD「今井麻美バースデーライブ2011」との連動特典用応募券が同梱・封入されている。また予約先着特典として、B2発売告知ポスターが封入された。
また、初回限定盤と通常盤のジャケットで着用している衣装が異なっているが、前者が囚われの身、後者が伝道師をイメージしている。
作品のキャッチコピーは、『花の咲く場所、そしてまだ見ぬ楽園(EL DORADO)へ…』

## 収録内容
CD
1. 花の咲く場所 [5:00]
作詞：森由里子、作曲：濱田智之、編曲：伊藤俊
  - PSP用ソフト『コープスパーティー Book of Shadows』オープニングテーマ

3rdシングル『シャングリラ』と対をなす楽曲で、合唱パート担当者を続投させると同時に自身も合唱に加わるなど、3rdシングルを意識した作りになっている[1]。歌詞は、今は困難でもその先には希望が溢れた内容となっている[1]。
2. Promised Land [5:10]
作詞：加藤碧、作曲：桐岡麻季、編曲：伊藤俊
  - Xbox 360用ソフト『DUNAMIS15』エンディングテーマ

予め原作であるDUNAMIS15を読んだ上でレコーディングに臨んだ。内容に関しては今井曰く「グイグイ引っ張っていく強めの曲調」となっている[1]。
3. シャングリラ -ballad ver.- [5:37]
作詞：RUCCA、作曲：濱田智之、編曲：牧戸太郎
4. 花の咲く場所 -off vocal-
5. Promised Land -off vocal-
6. シャングリラ - ballad ver. - -off vocal-

DVD（初回限定盤のみ）
1. 花の咲く場所（Music Video）
2. 花の咲く場所（Making）

## 収録アルバム
| 曲名          | 収録アルバム           | 発売日         |
| ------------- | ---------------------- | -------------- |
| 花の咲く場所  | 『Aroma of happiness』 | 2011年11月30日 |
| Promised Land | 『Aroma of happiness』 | 2011年11月30日 |